# Handball-Bayernliga 1974/75
Die Saison 1974/75 der Handball-Bayernliga war die siebzehnte Spielzeit der höchsten bayerischen Handballliga, die unter dem Dach des „Bayerischen Handballverbandes“ (BHV) organisiert wurde und als dritthöchste Spielklasse im deutschen Ligensystem eingestuft war.

## Saisonverlauf

Bereich des „Bayer. Handballverbandes“ (BHV)

Meister wurde die Post SV Regensburg, der sich auch bei den Aufstiegsspielen durchsetzen konnte. Die Vizemeisterschaft ging an die TG 1848 Würzburg. Die Absteiger waren der TV 1861 Bruck, TSV München Ost und der ASV Rothenburg.

### Teilnehmer
An der Bayernliga 1974/75 nahmen 10 Mannschaften teil. Neu in der Liga waren die Aufsteiger aus der untergeordneten Landesverbandsliga TV 1861 Bruck, TSV Schongau und ASV Rothenburg. Nicht mehr dabei war Aufsteiger VfL Günzburg und Absteiger TV 1848 Erlangen aus der Vorsaison.

### Modus
Es wurde eine Hin- und Rückrunde gespielt. Platz eins war der Bayerische Meister mit Teilnahmerecht an den Aufstiegsspielen zur Regionalliga Süd 1975/76. die Plätze acht bis zehn mussten als Absteiger den Weg in die untergeordnete Landesverbandsliga antreten.

### Abschlusstabelle
|     | Mannschaft                 | Spiele | Punkte |
| --- | -------------------------- | ------ | ------ |
| 1.  | Post SV Regensburg         | 18     | 33:3   |
| 2.  | TG 1848 Würzburg           | 18     | 26:10  |
| 3.  | TuSpo Nürnberg             | 13     | 21:15  |
| 4.  | Regensburger TS            | 18     | 19:17  |
| 5.  | TSV 1861 Zirndorf          | 18     | 18:18  |
| 6.  | TSV Schongau (N)           | 18     | 18:18  |
| 7.  | TB 1888 Erlangen           | 18     | 15:21  |
| 8.  | TV 1861 Erlangen-Bruck (N) | 18     | 13:23  |
| 9.  | TSV München-Ost            | 18     | 13:23  |
| 10. | ASV Rothenburg (N)         | 18     | 6:30   |

(N) = Neu in der Liga (Aufsteiger) 

 Meister, Teilnehmer an den Aufstiegsspielen zur RL-Süd
 „Für die Bayernliga 1975/76 qualifiziert“
 „Absteiger“

### Aufstiegsspiele zur Regionalliga Süd 1975/76
| Platz | Mannschaft             | Tore  | Punkte | Landesverband |
| ----- | ---------------------- | ----- | ------ | ------------- |
| 1.    | Post SV Regensburg     | 44:38 | 4:2    | Bayern        |
| 2.    | TSV Zuffenhausen       | 38:45 | 4:2    | Württemberg   |
| 3.    | TSV 1895 Oftersheim    | 36:36 | 2:4    | Baden         |
| 4.    | SG Köndringen/Teningen | 40:42 | 2:4    | Südbaden      |

 Aufsteiger zur Handball-Regionalliga Süd 1975/76

## Handball-Bayernliga (Frauen) 1974/75
- Bayerischer Meister Post SV München
- Regionalliga-Aufsteiger Post SV München